# Добрецу
Добрецу (рум. Dobrețu) — село у повіті Олт в Румунії. Входить до складу комуни Добрецу.
Село розташоване на відстані 170 км на захід від Бухареста, 33 км на захід від Слатіни, 21 км на північний схід від Крайови.

## Населення
За даними перепису населення 2002 року у селі проживали 437 осіб, з них 436 осіб (99,8%) румунів. Усі жителі села рідною мовою назвали румунську.